# موستک
موستک (انگلیسی: Mostek) شرکت الکترونیک آمریکایی است، که در سال ۱۹۶۹ تأسیس شد.